# San Nicolás (Chili)
San Nicolás is een gemeente in de Chileense provincie Punilla in de regio Ñuble. San Nicolás telde 11.603 inwoners in 2017 en heeft een oppervlakte van 491 km².